# Paula Mazurek
Paula Mazurek (* 27. August 1991 in Lublin) ist eine polnische Handballschiedsrichterin und Handballspielerin auf der Position der zentralen Rückraumspielerin. Sie gehört in der Disziplin Beachhandball der Polnischen Nationalmannschaft an. Sie ist gelernte Physiotherapeutin.

## Hallenhandball
Paula Mazurek begann 2010 ihre Karriere als Spielerin für AZS-AWF Warszawa in der zweiten polnischen Liga (I liga polska). In der Zeit wurde sie zweimal Zweite und einmal Dritte bei den polnischen Studentenmeisterschaften. 2015 wechselte sie zu AZS-AWFiS Gdańsk in die erste Liga (Superliga polska). Sie blieb zwei Jahre beim Verein und erzielte in 52 Spielen 104 Tore. 2017 wechselte sie innerhalb der höchsten Liga zu AZS Koszalin. 2018 und 2019 wurde sie Meisterschafts-Dritte. 2022 wechselte Mazurek in die Schweiz zum Rotweiss Thun, wo sie an der Seite ihrer Nationalmannschaftskollegin Natalia Krupa spielt und umgehend zur mit Abstand erfolgreichsten Torschützin des abstiegsbedrohten Erstligisten wurde.

## Beachhandball
Mazureks erstes internationales Turnier waren die Europameisterschaften 2013 in Randers, Dänemark. Polen hatte einen überaus schwachen Start in das Turnier und verlor alle seine fünf Spiele in der Vorgruppenphase. Als Letztplatzierte ihrer Gruppe zogen sie in die Trostrunde ein. Erst im siebten Spiel gelang gegen Schweden der erste Sieg. Am Ende schloss Polen mit nur einem Sieg aus neun Spielen die EM als 12. von 13 Mannschaften ab. Mazurek kam in allen neun Spielen zum Einsatz und erzielte 12 Punkte.
Bei den Europameisterschaften 2017 feierten die polnischen Beachhandballerinnen ihren bis dato größten Erfolg. In einer durchwachsenen Vorrunde mit zwei Siegen und Niederlagen begann wie zwei Jahre vorher ein mittelmäßiger Start in das Turnier. Auch in der Hauptrunde konnten nur zwei der vier Spiele gewonnen werden, dabei aber gegen die internationalen Spitzenmannschaften aus Dänemark und Kroatien. Bei der Niederlage gegen Russland war Mazurek mit erzielten zehn Punkten beste Werferin der Polinnen. Erneut zogen die Polinnen damit als Viertplatzierte ihrer Hauptrundengruppe in das Viertelfinale und trafen auf die Niederlande, die im Shootout bezwungen werden konnten. Damit erreichte die polnische Mannschaft erstmals das Halbfinale einer EM, das gegen Dänemark ebenfalls gewonnen werden konnte. Erst im Finale gegen Norwegen mussten sie sich geschlagen geben und wurden Vize-Europameisterinnen. Mazurek spielte in allen elf Spielen und traf dabei zu 50 Punkten.
Als Gastgeber waren die polnischen Auswahlmannschaften automatisch auch für die World Games 2017 in Breslau qualifiziert. Die Polinnen wurden Dritte in einer Gruppe mit Brasilien, Australien und Taiwan. Im Viertelfinale schied die Mannschaft gegen Spanien aus und spielte in den Platzierungsspielen gegen Tunesien und erneut Australien. Beide Spiele wurden gewonnen und Polen belegte am Ende den fünften Platz.

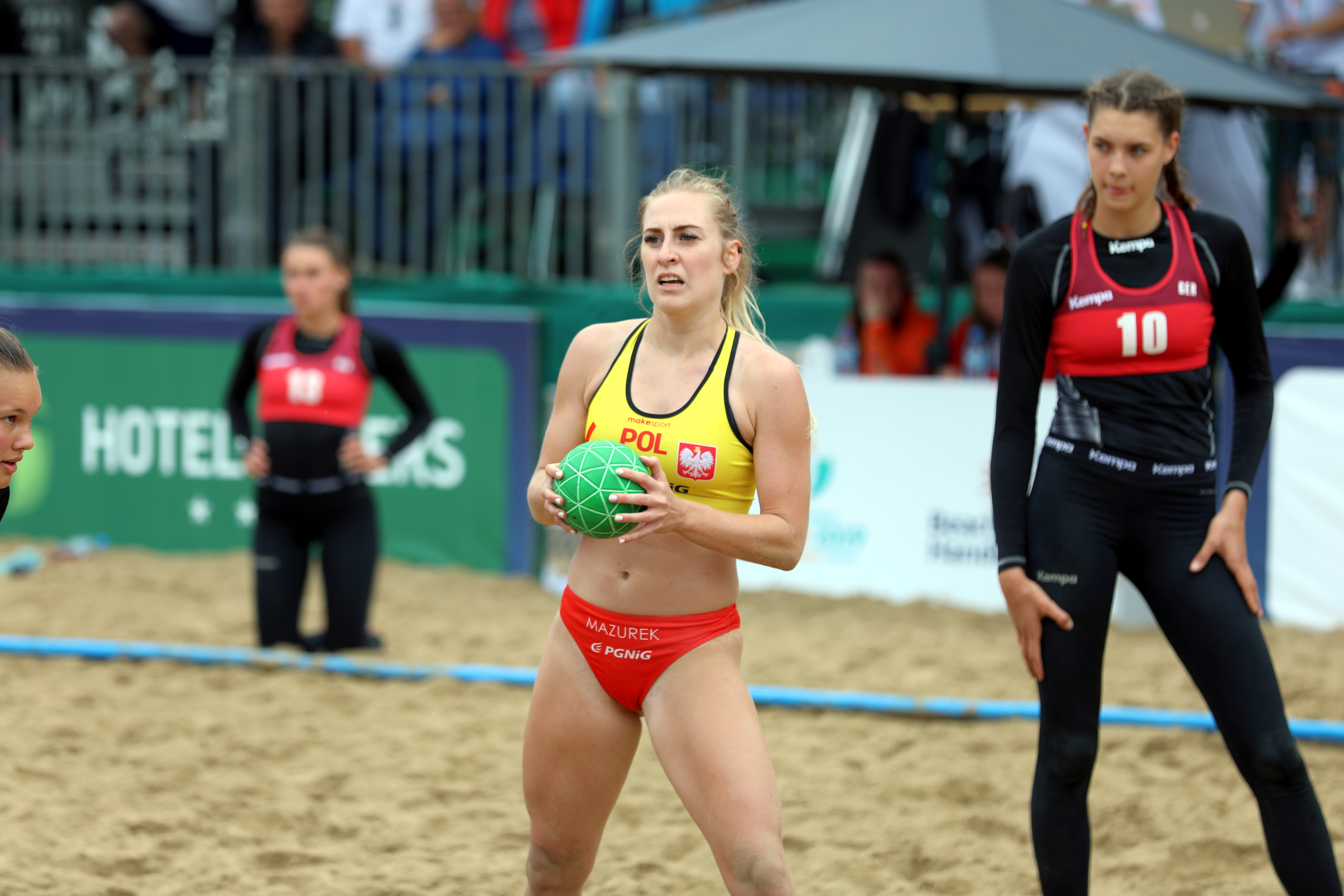
Mazurek bei einem Strafwurf im Platzierungsspiel gegen Deutschland bei der EM 2019; rechts Isabel Kattner

Auch die Europameisterschaften 2019 waren ein Heimspiel für Mazurek, dieses Mal in Stare Jabłonki. Einmal mehr spielten die Polinnen eine durchwachsene Vorrunde mit zwei Siegen und zwei Niederlagen. Gegen Zypern war sie mit 18 erzielten Punkten beste Werferin ihrer Mannschaft, ebenso mit zehn Punkten gegen Frankreich. Von den drei weiteren Spielen in der Hauptrunde gewannen die Polinnen nur das gegen Norwegen, gegen die Niederlande und Kroatien wurde verloren. Gegen Norwegen erzielte sie zum dritten Mal im Turnierverlauf mit 15 Punkten die meisten der Polinnen. Damit waren die Polinnen nur für die Platzierungsspiele qualifiziert. Hier schlugen sie zunächst Frankreich – Mazurek war mit Paulina Sowa mit jeweils zehn erzielten Punkten beste Werferin –, unterlagen dann jedoch Deutschland – hier war Mazurek mit 12 Punkten beste Torschützin – und der Türkei, jeweils im Shootout. Am Ende waren die Polinnen auf dem 12. Platz von 20 teilnehmenden Mannschaften. Mazurek wurde einmal mehr in allen zehn Spielen eingesetzt und war mit 93 erzielten Punkten die beste Torschützin ihrer Mannschaft.
Bei den ersten World Beach Games 2019 in Doha rückte Polen für die nicht antretenden Norwegerinnen nach, die direkte Qualifikation wurde bei den Weltmeisterschaften 2018 in Kasan um einen Rang verpasst. Nachdem die Polinnen einmal mehr Vierte ihrer Vorgruppe geworden waren, spielten sie im Viertelfinale gegen einen der Topfavoriten, die Brasilianerinnen, und unterlagen deutlich. Nach Siegen über Spanien und Argentinien wurden sie am Ende Fünfte.
Mazurek nahm in Warna bei den Europameisterschaften 2021 an ihrer vierten EM teil. In der Vorrunde wurde zunächst gegen Frankreich verloren, danach folgten zwei Siege gegen Griechenland und Russland. In der Hauptrunde verkehrte sich das Verhältnis und die polnische Mannschaft verlor gegen Portugal und Deutschland, dazwischen wurde gegen die Niederlande gewonnen. Damit wurde knapp das Achtelfinale erreicht. Dort unterlag Mazurek mit ihren Polinnen den Titelverteidigerinnen aus Dänemark. Im ersten Platzierungsspiel konnten die Niederländerinnen Revanche für die Niederlage in Hauptrunde nehmen und die Polinnen im Shootout schlagen. Auch das letzte Spiel gegen die Ungarinnen wurde verloren, womit Polen am Ende den achten Platz belegte. Mazurek verpasste nur das letzte Spiel und erzielte in acht Partien 43 Punkte.

## Einzelbelege
1. ↑  Zawodniczki i Kadra Piłki Ręcznej Koszalin - Sezon 2020/2021. In: Piłka Ręczna Koszalin - PRKoszalin - Oficjalna strona klubu. Abgerufen am 27. August 2021 (polnisch).
2. ↑  Rotweiss Thun verpflichtet Paula Mazurek und befördert zwei Nachwuchstalente - Handball Schweiz. Abgerufen am 19. November 2022.
3. ↑  European Handball Federation - 2013 Women's ECh Beach Handball / Final Tournament. Abgerufen am 17. November 2020 (englisch).
4. ↑  European Handball Federation - 2017 Women's ECh Beach Handball / Final Tournament. Abgerufen am 17. November 2020 (englisch).
5. ↑  European Handball Federation - 2019 Women's ECh Beach Handball / Final Tournament. Abgerufen am 18. November 2020 (englisch).
6. ↑  IHF | News. Abgerufen am 27. August 2021.
7. ↑  Team Details Page | IHF. Abgerufen am 8. Januar 2021.
8. ↑  The 1st World Beach Sports Games with our PhD student - Akademia Wychowania Fizycznego w Poznaniu. Abgerufen am 13. April 2024 (britisches Englisch).
9. ↑  European Handball Federation - 2021 Women's ECh Beach Handball / Match Details. Abgerufen am 27. August 2021 (englisch).

| Personendaten    | Personendaten                                                                 |
| ---------------- | ----------------------------------------------------------------------------- |
| NAME             | Mazurek, Paula                                                                |
| KURZBESCHREIBUNG | polnische Handball- und Beachhandballspielerin sowie Handballschiedsrichterin |
| GEBURTSDATUM     | 27. August 1991                                                               |
| GEBURTSORT       | Lublin, Polen                                                                 |